# Jan Houtman

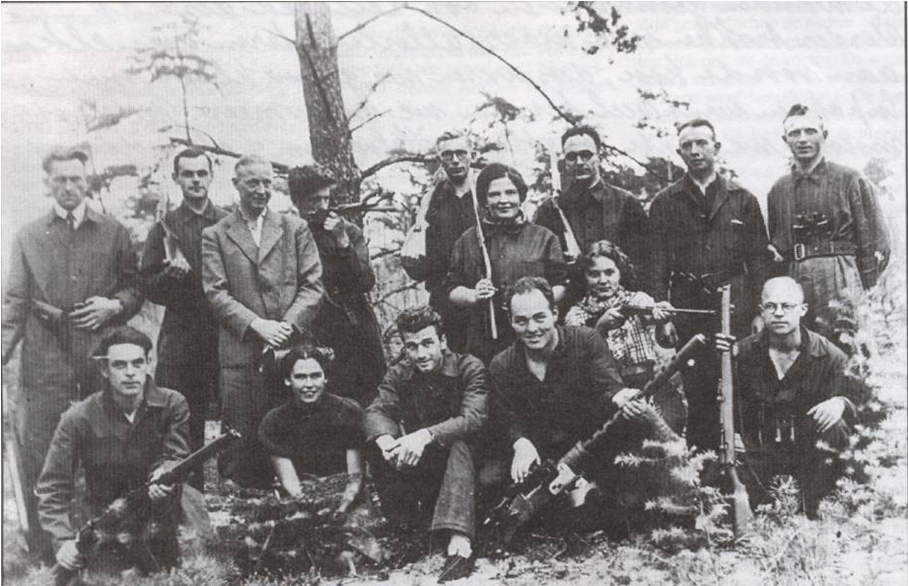
Verzetsgroep Dalfsen-Ommen-Lemelerveld met Jan Houtman rechtsvoor

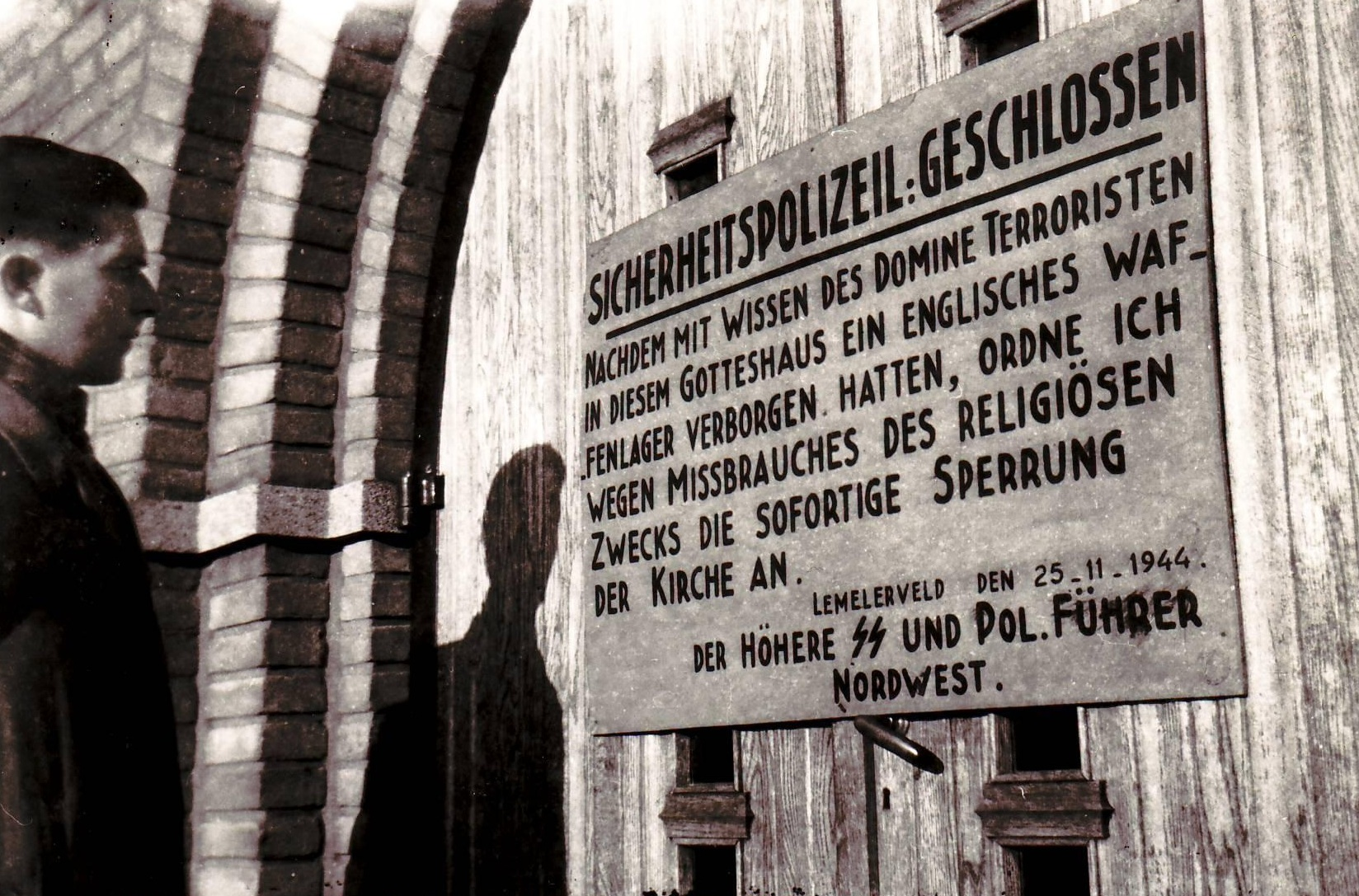
Dichtgetimmerde gereformeerde kerk te Lemelerveld na het vinden van wapens

Jan Houtman (Zuidbroek , 7 juni 1917 – Hoonhorst, 17 november 1944) was een Nederlands verzetsstrijder, die tijdens de Tweede Wereldoorlog werd vermoord.
Houtman was lid van de door Jan Seigers uit Ommen geleide knokploeg en coördineerde en voerde diverse verzetsactiviteiten uit. Jan Houtman was actief in de illegale pers bij het blad De Berichtgever dat hij in juni 1944 samen met zijn zwager H.H. Hemminga en een Joodse onderduiker maakte. Op 30 juni moest hij onderduiken. Hij overleed op 17 november 1944, toen hij met een machinegeweer doodgeschoten werd door de Nederlandse Waffen-SS'er Herbertus Bikker op de boerderij van de ouders van Annie Bosch-Klink in Hoonhorst nabij Dalfsen. Houtman was bezig een zending gedropte goederen te transporteren en werd hierbij door Bikker betrapt die hem vervolgens achtervolgde tot in de boerderij van Bosch' ouders. Zij legden hierover een getuigenis af tijdens het proces dat in Hagen, Duitsland gevoerd werd in 2003. Bikker heeft zijn hele leven volgehouden uit noodweer te hebben gehandeld. Houtman werd enkele dagen na de moord begraven te Ommen.
De heer H. Muller uit Lemelerveld vertelde een ander verhaal. Aan de Strenkhaar net buiten Lemelerveld is in de loop van 1944 een Duitse deserteur ondergedoken. Deze man met de naam Dick Doevelaar weet het vertrouwen van het verzet te winnen en neemt deel aan een aantal activiteiten. Op 17 november 1944 bevinden de heren Doevelaar en Houtman zich in villa Bloemenbosch te Luttenberg. Aan het eind van de ochtend vertrekken de heren richting Lemelerveld met een blik benzine achter op de fiets. In de Dorpstraat aldaar bij de slagerij van Muller, wachten drie KK-mannen (Kontrolle Kommando) uit het kamp Erika te Ommen onder wie Bikker de twee heren op. Houtman en Doevelaar worden daar rond het middaguur gearresteerd. Vervolgens worden beide mannen bij de drie KK'ers in de auto gezet en richting Lenthe gereden waar ze hun onderduikadressen moeten aanwijzen. Op een van deze adressen onderneemt Houtman een vluchtpoging en rent een stal binnen met Bikker op zijn hielen. (Dit zal op de eerder genoemde boerderij van de ouders van Annie Bosch-Klink in Hoonhorst zijn geweest.) Aan het eind van de stal wil Houtman de deur openen maar deze blijkt op slot. Volgens de heer H. Muller uit Lemelerveld die later via via het verhaal van Doevelaar heeft vernomen, heeft Bikker met zijn pistool (model 08 of 38) twee magazijnen leeggeschoten op het hoofd van Houtman. Terug in Lemelerveld wordt naast Doevelaar de heer Muller in de auto geplaatst en ze worden naar het kamp Erika gereden waar beide mannen ondervraagd worden. Naar alle waarschijnlijkheid heeft Doevelaar alles verteld wat hij wist over het verzet in Dalfsen-Lemelerveld-Ommen en Luttenberg want in de daaropvolgende uren en dagen worden talloze overvallen door de S.D. verricht waaronder de overval op de gereformeerde kerk te Lemelerveld waar een vrachtwagen vol met wapens en munitie wordt gevonden. Ook villa Bloemenbosch en het Rechterense bos worden overvallen. Van de verzetsgroepen blijft weinig meer over en ze zullen voor de rest van de oorlog zo goed als verlamd blijven.

## Scouting
Op het scoutingterrein te Ommen, de Gilwell Ada's Hoeve, is een deel van een veld in 2001 vernoemd naar Houtman: de Jan Houtmanhoek op het Laarmansveld. De scoutinggroep de D'Alflandgroep uit het naburige Dalfsen, die dit stuk van het terrein onderhoudt, heeft een afdeling die de Jan Houtmanstam heet. Deze stam maakte eerst deel uit van de scoutinggroep Van Pallandt uit Ommen, maar is in de jaren 80 verhuisd naar Vilsteren en vervolgens Dalfsen.